# Serkan Balkan
Pour les articles homonymes, voir Balkan.
Serkan Balkan, né le 28 mars 1994 à Trabzon, est un coureur cycliste turc.

## Biographie
Lors de la saison 2016, il se distingue en remportant une étape et le classement général du Tour d'Ankara. Il intègre ensuite l'équipe continentale Torku Şekerspor en 2017.

## Palmarès et résultats

### Palmarès par année
- 2012
  - 2e du championnat de Turquie sur route juniors
- 2016
  - 2e étape du North Cyprus Cycling Tour
  - Tour d'Ankara :
    - Classement général
    - 2e étape

### Classements mondiaux
| Année           | 2014 | 2015 | 2016 | 2017   |
| --------------- | ---- | ---- | ---- | ------ |
| UCI Europe Tour | 674e | 823e | 404e | 1 859e |